# 제주읽기 메아리
《제주읽기 메아리》는 KBS 제주방송총국에서 자체적으로 제작/방송되는 텔레비전 프로그램이다.

## 기획 의도
한 주간 방송된 다큐멘터리/정규 로컬 프로그램 중 검증된 코너를 재구성하는 프로그램이다.

## 방송 시간
방송 시간대는 KBS 1TV 방송 시간대가 당일 새벽 5시에서 다음날 새벽 4시 50분에 종료되기 때문에 목요일 방송으로 구분된다.
| 방송 채널   | 방송 기간                        | 방송 시간                           |
| ----------- | -------------------------------- | ----------------------------------- |
| KBS제주 1TV | 2011년 1월 5일 ~ 2011년 4월 27일 | 매주 수요일 밤 11:40 ~ 12:25 (45분) |
| KBS제주 1TV | 2011년 5월 5일 ~ 2012년 10월 4일 | 매주 목요일 밤 12:35 ~ 1:25 (50분)  |
| KBS제주 1TV | 2012년 10월 11일 ~ 현재          | 매주 목요일 밤 12:40 ~ 1:30 (50분)  |